# 台中市公車8路
台中市公車8路行駛自臺中刑務所演武場至逢甲大學（逢甲路），由台中客運營運。本路線主要行駛於興安路、松竹路和后庄北路。

## 歷史
- 2013年2月18日：調整部份路段北屯路－文心路－興安路－松竹路，站位異動如下：
  - 新增文心路之「四維國小」及興安路之「平田里」、「平興里」、「松安里」等四站位
  - 裁撤北屯路之「特力屋北屯店」、「平田里」、「北新國中」及松竹路之「舊社公園（松竹路）」、「真耶穌教會」等五站位。[2]
- 2014年1月20日：更動路線之動線，原終點「七張犁」廢止，改行經四平路、后庄路、后庄北路至「后庄北中清路口」，並調整發車班次由原16班增至28班，站位異動如下：
  - 取消「松竹敦化路口」、「松竹后庄路口」。
  - 加停「三民錦中街口」、「松竹修齊街口」，因調整路線而新增「馬禮遜學校」、「四平衛生所」、「四張犁國小」、「后庄松竹路口」、「后庄七街口」。
  - 「松竹國小」更名為「松竹昌平路口」。[3]
- 2014年4月20日：於「馬禮遜學校」與「四平衛生所」之間新增「四平水湳路口」。
- 2014年5月20日：「四平衛生所」更名為「四民衛生所」；「松竹梅川東五路口」更名為「松竹梅川東路口」。
- 2014年11月1日：原「后庄北中清路口」端點延駛至「逢甲大學（逢甲路）」，路線名更改為（綠川東站－逢甲大學），站位異動如下：
  - 加停「后庄國宅」、「貿易三村」、「中清同榮路口」、「下港尾」（單邊往逢甲大學方向）、「僑光科技大學」、「漢翔公司（星享道）」、「福星西安街口」、「逢甲大學（福星路）」。
  - 「平田里」、「平興里」、「崇德六路口」、「松安里」分別更名為「興安旅順路口」、「興安崇德二路口」、「北新國中（興安路）」、「興安松竹路口」。[4]
- 2014年12月15日：加停「文心興安路口」。[5]
- 2015年3月1日：取消「第一信用」站並併入「彰化銀行（臺灣大道）」。[6]
- 2015年3月16日：新增班次，由單向15班增至單向20班。[7]
- 2015年5月1日：來回加停「后庄」，往綠川東站方向取消「后庄國宅」。[8]
- 2015年9月1日：調整部分發車時刻。[9]
- 2016年3月25日：加停「黎明福星北路口」及「黎明僑大三街口」。[10]
- 2016年7月1日：增停「福星北西苑路口」；原「綠川東站」端點延駛至「道禾六藝文化館」並增加至單日50班次；裁撤原綠川東站端點，加停「臺中火車站」、「民權繼光街口」、「臺中女中」、「地方法院」、「光明國中（貴和街）」（返程單邊設站）、「道禾六藝文化館」。[11][12]
- 2016年10月29日：配合臺中鐵路高架化第二階段工程站前廣場改建，往道禾六藝文化館方向之臺中火車站站位遷移至臺灣大道諾貝爾書局對面。[13] [14]
- 2017年5月1日：「道禾六藝文化館」更名為「臺中刑務所演武場」。
- 2017年10月1日：「臺中刑務所演武場」端點站調整為「臺中刑務所演武場」（往程起點）及「光明國中（貴和街）」（返程迄點），並調整發車時刻。[15]
- 2018年10月5日：因應十四期重劃區四平路（松竹路—崇德十路路段）恢復通車，恢復原始行駛動線，將「松竹四平路口」、「馬禮遜學校」兩站站位恢復至原始站位。[16]
- 2019年1月1日：「臺中火車站」更名為「臺中車站（臺灣大道）」。
- 2019年10月1日：調整部分班次發車時刻。[17]
- 2019年10月21日：調整部分班次發車時刻。
- 2020年2月13日：調整部分班次發車時刻。
- 2020年4月1日：加停「黎明經貿路口」、「黎明中科路口」、「黎明凱旋路口」、「黎明僑大六路口」。[18]
- 2020年5月1日：取消停靠「中山自由路口」。[19]
- 2020年8月1日：「光明國中(貴和街)」更名為「光明國中(公館路46巷)」。
- 2021年5月31日：「一心市場」更名為「三民錦新街口」；「三民錦中街口」更名為「一心市場」。
- 2024年6月3日：調整發車時刻。[20]
- 2025年1月15日：回程終點站改為「臺中刑務所演武場」，「光明國中(公館路46巷)」取消停靠。[21]

## 路線基本資料
單程行車里數去程往逢甲大學（逢甲路）17.7公里、返程往臺中刑務所演武場（國漫館）15.8公里，單程行駛時間約1小時15分。
往逢甲大學（逢甲路）共58站，往往臺中刑務所演武場（國漫館）共59站。

### 時刻表
- 時刻表僅供參考，請以台中客運網站公告為準。時刻表更新時間為2025年3月3日。

| 台中市公車8路時刻列表 | 台中市公車8路時刻列表 |
| --- | --- |
| 臺中刑務所演武場（國漫館）發車 | 逢甲大學（逢甲路）發車 |
| 平／假日 06:05、07:10、07:40、08:40、09:45、10:15、10:40、11:40、12:50、13:10、13:50、14:45、14:55、15:40、16:10、17:05、17:35、17:55、18:50、19:35、20:15、20:55、22:20 | 平／假日 06:00、06:15、07:10、08:30、09:00、09:30、10:20、11:30、11:50、12:30、13:00、13:30、14:20、15:30、16:05、16:25、17:10、17:50、18:50、19:35、20:55、22:20 |

### 收費
- 一般市區公車（1～999、綠1～綠4）：依里程計費，收費費率為［2.431×搭乘里程數×（1+5%營業稅）］元。
  - 於基本里程8公里內票價為全票20元、半票11元。
  - 兒童、老人、身心障礙者及其陪伴者依規定半票收費，半票收費費率為原收費費率的一半。
  - 市民限定交通卡：前10公里免費，超過10公里部分票價比照收費費率，且上限為10元。
- 小黃公車（黃1～黃25）：免費。
- 幸福公車（梨山1）：票價比照臺中市計程車收費費率，持電子票證刷卡全程免費。
- 市民小巴（市民小巴1～市民小巴4）：票價比照一般市區公車收費費率，持電子票證刷卡全程免費。

### 停站
- 參見右側站牌路線圖，綠色路段表示行駛優化公車專用道。